# Limnophila schadei
Limnophila schadei är en tvåvingeart som beskrevs av Alexander 1926. Limnophila schadei ingår i släktet Limnophila och familjen småharkrankar.
Artens utbredningsområde är Paraguay. Inga underarter finns listade i Catalogue of Life.